# Francisco Josias de Saxe-Coburgo-Saalfeld
Francisco Josias de Saxe-Coburgo-Saalfeld (25 de setembro de 1697 - 16 de setembro de 1764) foi um duque de Saxe-Coburgo-Saalfeld.

## Biografia
Francisco Josias foi o quarto filho que chegou à idade adulta do duque João Ernesto IV de Saxe-Coburgo-Saalfeld, o terceiro nascido do segundo casamento do seu pai com a condessa Carlota Joana de Waldeck-Wildungen.
Durante a sua juventude, Francisco Josias prestou serviço militar no Exercito Imperial Austríaco.
A morte dos seus dois irmãos mais velhos, Guilherme Frederico a 28 de Julho de 1720, e Carlos Ernesto a 30 de Dezembro do mesmo ano, fez com que ficasse no segundo lugar da linha de sucessão do ducado de Saxe-Coburgo-Saalfeld logo a seguir ao seu meio-irmão mais velho, Cristiano Ernesto.
Quando Cristiano Ernesto se casou abaixo da sua posição em 1724, Francisco Josias reclamou a herança única do ducado. Contudo, o testamento do seu pai, datado de 1729, forçava-o a governar em conjunto com o irmão. Em 1735, com o apoio da linha de Saxe-Meiningen, Francisco Josias pôde governar efectivamente Coburgo por direito próprio e, com a morte de Cristiano Ernesto em 1745, tornou-se o único duque. Já em 1733, proclamou a primogenitura do ducado que apenas foi confirmada pelo sacro-imperador em 1747. Entre 1750 e 1755, foi regente do ducado de Saxe-Weimar em nome do duque Ernesto Augusto II Constantino.

## Casamento e descendência
Francisco Josias casou-se com a princesa Ana Sofia de Schwarzburg-Rudolstadt a 2 de janeiro de 1723 em Rudolstadt. Tiveram oito filhos:
1. Ernesto Frederico de Saxe-Coburgo-Saalfeld (8 de março de 1724 – 8 de setembro de 1800), casado com Sofia Antónia de Brunswick-Wolfenbüttel; com descendência.
2. João Guilherme de Saxe-Coburgo-Saalfeld (11 de maio de 1726 – 4 de junho de 1745), morto em batalha aos dezanove anos de idade; sem descendência.
3. Ana Sofia de Saxe-Coburgo-Saalfeld (3 de setembro de 1727 – 10 de novembro de 1728), morreu com um ano de idade.
4. Cristiano Francisco de Saxe-Coburgo-Saalfeld (25 de janeiro de 1730 – 18 de setembro de 1797), morreu solteiro e sem descendência.
5. Carlota Sofia de Saxe-Coburgo-Saalfeld (24 de setembro de 1731 – 2 de agosto de 1810), casada com o duque Luís de Mecklemburgo-Schwerin; com descendência.
6. Frederica Madalena de Saxe-Coburgo-Saalfeld (21 de agosto de 1733 – 29 de março de 1734), morreu aos sete meses de idade.
7. Frederica Carolina de Saxe-Coburgo-Saalfeld (24 de junho de 1735 – 18 de fevereiro de 1791), casada com  Carlos Alexandre de Brandemburgo-Ansbach
8. Frederico Josias de Saxe-Coburgo-Saalfeld (26 de dezembro de 1737 – 26 de fevereiro de 1815), casado com Therese Stroffeck; com descendência.

## Genealogia
| Francisco Josias de Saxe-Coburgo-Saalfeld | Pai: João Ernesto IV de Saxe-Coburgo-Saalfeld | Avô paterno: Ernesto I de Saxe-Gota                | Bisavô paterno: João II de Saxe-Weimar            |
| Francisco Josias de Saxe-Coburgo-Saalfeld | Pai: João Ernesto IV de Saxe-Coburgo-Saalfeld | Avô paterno: Ernesto I de Saxe-Gota                | Bisavó paterna: Doroteia Maria de Anhalt          |
| Francisco Josias de Saxe-Coburgo-Saalfeld | Pai: João Ernesto IV de Saxe-Coburgo-Saalfeld | Avó paterna: Isabel Sofia de Saxe-Altemburgo       | Bisavô paterno: Isabel de Brunswick-Wolfenbüttel  |
| Francisco Josias de Saxe-Coburgo-Saalfeld | Pai: João Ernesto IV de Saxe-Coburgo-Saalfeld | Avó paterna: Isabel Sofia de Saxe-Altemburgo       | Bisavó paterna: João Filipe de Saxe-Altemburgo    |
| Francisco Josias de Saxe-Coburgo-Saalfeld | Mãe: Carlota Joana de Waldeck-Wildungen       | Avô materno: Josias II de Waldeck-Wildungen        | Bisavô materno: Filipe VII de Waldeck             |
| Francisco Josias de Saxe-Coburgo-Saalfeld | Mãe: Carlota Joana de Waldeck-Wildungen       | Avô materno: Josias II de Waldeck-Wildungen        | Bisavó materna: Ana Catarina de Sayn-Wittgenstein |
| Francisco Josias de Saxe-Coburgo-Saalfeld | Mãe: Carlota Joana de Waldeck-Wildungen       | Avó materna: Guilhermina Cristina de Nassau-Siegen | Bisavô materno: Guilherme de Nassau-Hilchenbach   |
| Francisco Josias de Saxe-Coburgo-Saalfeld | Mãe: Carlota Joana de Waldeck-Wildungen       | Avó materna: Guilhermina Cristina de Nassau-Siegen | Bisavó materna: Cristina de Erbach                |